# جين فلاندرز
جين فلاندرز (بالإنجليزية: Jane Flanders)‏ (26 مارس 1940 في الولايات المتحدة - 12 أبريل 2001)؛ كاتِبة وشاعرة أمريكية. درست في كلية برين ماور.